# Hendrik Leene
Hendrik Leene (közismert becenevén: Henk; Haarlem, 1924. augusztus 29. – 2014. augusztus 25.) holland gnosztikus író, filozófus.

## Magánélete
Henk apja a Lectorium Rosicrucianum (más néven: Arany Rózsakereszt Vallásközössége) gnosztikus szellemi iskola megalapítója, Jan van Rijckenborgh (születési nevén: Jan Leene, 1896–1968). Anyja Johanna Ames (1897–1976) volt. Húgával, Elsine Tine Leene-nel együtt ketten voltak testvérek. Gyermekként egy futballcsapat tagja volt, majd később igazolt futballista lett. Később ez jelentett számára alapot a spirituális élet melletti elköteleződésben.
Felesége Mia Peddemos (1925–1994) volt, akivel 1947. június 19-én, Haarlemben kötött házasságot. Az asszony családjának gyökerei a francia hugenottákig nyúlnak vissza. Fia, Dr. Arnaud Leene 1958. május 1-jén született és csillagász lett, továbbá ő üzemelteti jelenleg a Sivas birtokot. Lánya, Shita Mia 1948. október 23-án született. Feleségétől 1981. december 2-án vált el.

## Ezoterikus tevékenységei

### Lectorium, mint iskola
Apja és nagybátyja, Zwier-Willem (becenevén: "Wim", 1892–1938) a Lectorium megalapítói már fiatalon beavatták az általuk képviselt rózsakeresztes misztériumokba. A szervezetben dél-franciaországi fiatalokért felelt.
Apja 1968-ban bekövetkezett halálakor fiát, a 44 éves Henket jelölte meg utódául. Henk újjá akarta szervezni az apja által alapított szervezetet úgy, hogy az mentes legyen a vallásosságtól és az egyén szabadságát helyezze középpontba, az új korszellemhez igazodva. Ez a törekvése elutasítással szembesült, ezért saját szervezetet alapított 1969-ben. A szakítás után a Lectorium francia szervezetének létszáma 200 főről 3-ra apadt.

### Siva Ezoterikus Közössége
1970-ben találta meg a franciaországi Alpes de Haute-Provence-ban, az Oze faluhoz tartozó Sivas birtokon azt a helyet, ahova saját spirituális tevékenységét telepítette. A név ismerős hangzása nem véletlen, Siva istenséggel vélt kapcsolatot felfedezni benne, melynek egy tanulmányát is szentelte 1979-ben La danse du feu de Shiva (Siva tűztánca) címmel. Szervezete nem "iskola"-ként működik: kutatókat fog össze, akiket szabadon hagy. Ez alkotja Siva Ezoterikus Közösségét, gnosztikus kutatókat Európa több országából, így Franciaországból, Hollandiából és Németországból. Csendben, hírnevet nem keresve dolgozott együtt feleségével, akivel együtt adták ki Prometheus című hírlevelüket, továbbá könyveket is kiadtak hollandul és németül.

## Művei
- Henk Leene, Mia Leene. Origine et sagesse des chiffres (francia nyelven). Col du Feu (2002). ISBN 978-2950334626
- Henk Leene, Mia Leene. Les nombres sacrés – Le mystère des mathématiques de la nature (francia nyelven). L'Ile Blanche (2013). ISBN 978-2918387107
- Henk Leene, Mia Leene. L'alchimie Des Métaux – La Voie De L'art Royal (francia nyelven). L'Ile Blanche (2013). ISBN 978-2918387091
- Henk Leene. Les sept sceaux (francia nyelven). Col du Feu (2002). ISBN 978-2908268003
- Henk Leene. L"ermite du neuvième chemin (francia nyelven). ERCEE (1981). ISBN 90 70436 17 5
- Henk Leene, Mia Leene. Les nombres sacrés – Le mystère des mathématiques de la nature (francia nyelven). l'Île Blanche. ISBN 9782918387107
- Henk Leene, Mia Leene. L'alchimie des métaux – la voie de l'art royal (francia nyelven). l'Île Blanche
- Henk Leene, Mia Leene. Les sept sceaux – péchés capitaux et vertus originelles à la lumière de la gnose (francia nyelven). l'Île Blanche. ISBN 978-2-918387-11-4
- Henk Leene, Mia Leene. L'Ermite du Neuvième Chemin (francia nyelven). ERCEE. ISBN 90-70436-17-5
- Henk Leene, Mia Leene. La danse de Shiva (francia nyelven). ERCEE. ISBN 9789070436070
- Henk Leene, Mia Leene. Le triangle de base (francia nyelven). Ercee (1979). ISBN 9070436035